# Jules Schelvis
Jules Schelvis (Ámsterdam, 7 de enero de 1921 – Amstelveen, 3 de abril de 2016) fue un historiador, escritor, impresor y sobreviviente del Holocausto judío holandés. Schelvis fue el único superviviente entre las 3005 personas que fueron llevadas, en el transporte número 14, desde Westerbork al campo de exterminio de Sobibor, fue seleccionado para trabajar en el cercano campo de trabajo de Dorohucza. Es conocido por sus memorias e investigaciones históricas sobre Sobibor, por las que obtuvo un doctorado honoris causa de la Universidad de Ámsterdam, además fue oficial de la Orden de Orange-Nassau y recibió la Orden del Mérito de la República de Polonia.

## Biografía
Schelvis nació el 7 de enero de 1921 en Ámsterdam, era parte de una familia judía secular. Después de completar sus estudios en la escuela secundaria, se formó como impresor y trabajó para la imprenta Lindenbaum en Ámsterdam. Trabajó en varios periódicos y participó en una organización laboral juvenil local, donde conoció y cortejó a una mujer llamada Rachel Borzykowski. Schelvis se acercó a Borzykowski y su familia, cuya residencia era un centro local de cultura yiddish. Schelvis y Borzykowski se casaron en 1941, en parte con la esperanza de que esto la protegería a ella y a su familia de inmigrantes judíos polacos de la deportación.
Sin embargo, Schelvis y su familia fueron detenidos en Ámsterdam el 26 de mayo de 1943 y posteriormente deportados al campo de concentración de Westerbork, donde pasaron seis días antes de ser enviados al campo de exterminio de Sobibor. Estaban entre los 3005 judíos holandeses en el decimocuarto transporte a Sobibor. El viaje duró cuatro días. En la rampa de llegada de Sobibor, Schelvis fue seleccionado para unirse a una unidad de trabajo enviada al campo de trabajo de Dorohucza. El resto de su familia y los Borzykowski fueron gaseados inmediatamente.
En Dorohucza, los judíos polacos y holandeses fueron obligados a trabajar en condiciones abominables construyendo latifundios para el Generalplan Ost. Schelvis sobrevivió porque pidió una reunión con el comandante del campo, quien resultó saber que otro campo de trabajo cercano necesitaba una persona que supiera manejar una imprenta. Sin embargo, por razones poco claras, fue enviado al campo de aviación de Lublin, donde lo obligaron a construir cuarteles. De allí fue trasladado al gueto de Radom, donde se le encargó volver a montar una imprenta que había sido desmontada para su transporte desde Varsovia. Las condiciones en Radom eran mucho mejores que las que había experimentado en Lublin o Dorohucza. En 1944, con el Ejército Rojo acercándose, Schelvis fue enviado en una marcha de la muerte hacia Tomaszów Mazowiecki. Desde allí llegó finalmente a Vaihingen, cerca de Stuttgart, donde fue liberado por el ejército francés el 8 de abril de 1945.
Schelvis fue demandante y perito experto durante los juicios de Karl Frenzel, John Demjanjuk, entre otros perpetradores del Holocausto. En 1999 creó la Fundación Sobibor, para mantener viva la memoria del campo de exterminio además es autor de varias memorias y estudios históricos sobre Sobibor. En 2008 la Universidad de Ámsterdam le concedió el título de doctor honoris causa y el 14 de octubre de 2013, con motivo del 70.º aniversario del alzamiento de Sobibor, el Presidente de la República de Polonia lo condecoró con la Cruz de Oficial de la Orden al Mérito.
Murió el 3 de abril de 2016 a los 95 años en la localidad de  Amstelveen, cerca de Ámsterdam.

## Obras publicadas
- Sobibor: A History of a Nazi Death Camp (2014) Bloomsbury Academic. ISBN  978 14 7258 906 4
- Vernietigingskamp Sobibor (1993) Ámsterdam: Bataafsche Leeuw. ISBN 978 90 6707 629 6
- Binnen de poorten (1995), Ámsterdam: Bataafsche Leeuw. ISBN 978 90 6707 369 1
- Sobibor. Transportlijsten (2001), Ámsterdam: Bataafsche Leeuw. ISBN 90 6707 516 7